# Mura di Levanto
Il borgo di Levanto, località della Riviera di levante in provincia della Spezia, era anticamente un importante scalo sulle rotte delle galee della Repubblica di Genova, sorgeva al limite orientale del golfo omonimo, lungo una stretta insenatura che di lì, rientrava ai piedi dei rilievi circostanti per alcune centinaia di metri.
Dopo la volontaria annessione a Genova nel 1229, i Levantesi dovettero difendersi nel 1242 dall'invasione delle truppe imperiali di Federico II.
Fu il castello, antico maniero della famiglia Malaspina, a salvare la popolazione che respinse tutti gli attacchi.
A questo punto ci si rese conto che era necessario dotare il borgo di opere difensive appropriate, si decise pertanto per la costruzione di una cinta muraria e di un castello, dando nel 1265 il via ai lavori.

## Il castello

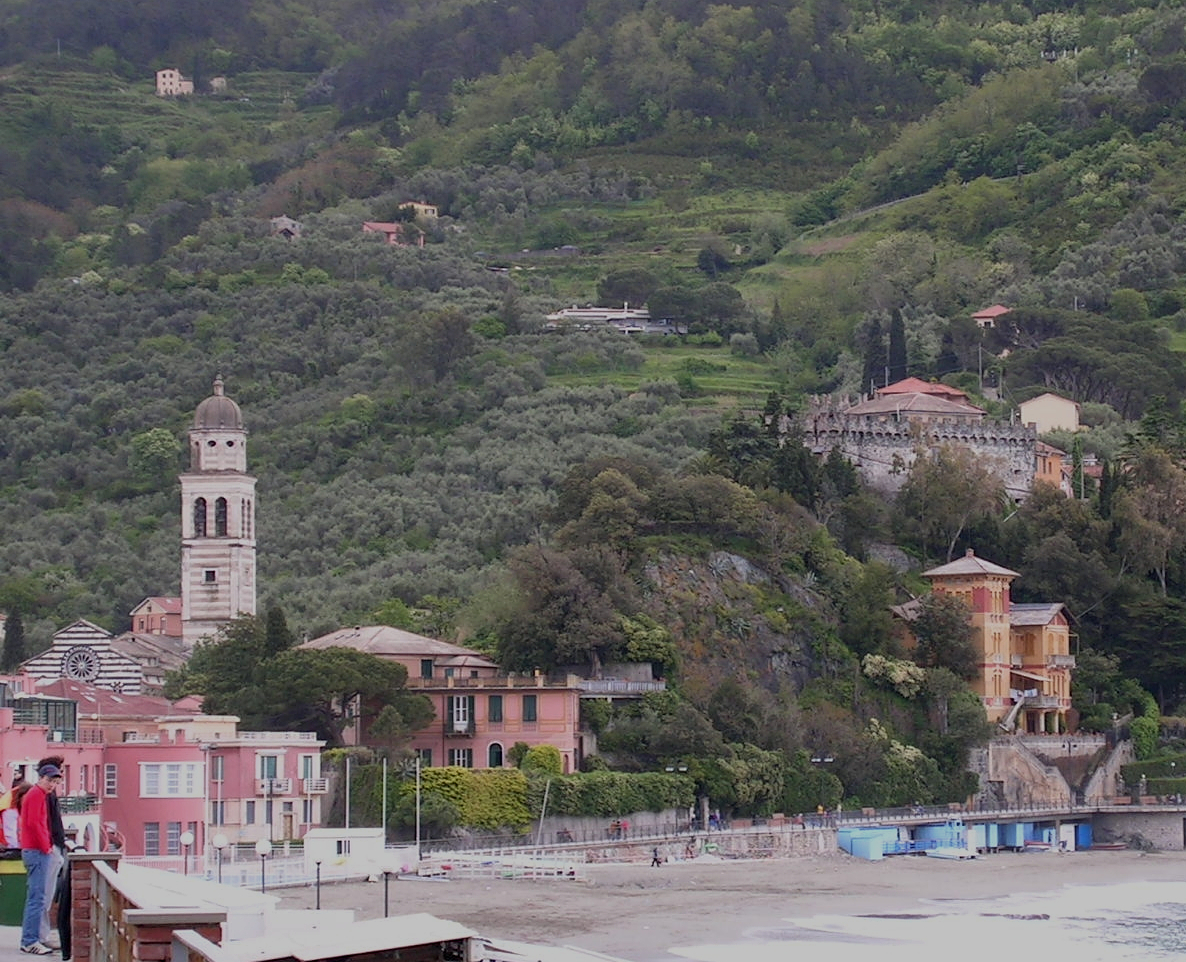
Il castello sulla destra e, sulla sinistra, la chiesa parrocchiale di Sant'Andrea

Per quanto riguarda il castello la scelta fu semplice, l'antico castello dei Malaspina sorgeva in posizione dominante rispetto allo scalo. Una parentesi è necessaria, lo specchio acqueo del porto si trovava allora ove oggi è lo spiazzo antistante la loggia nella zona di piazza del Popolo e, più a monte, piazza da Passano, la seguente via Cantarana era occupata dal torrente omonimo che lì sfociava in mare. Ad oriente di questa zona, sorge ancor oggi un rilievo al culmine del quale si individuò nel preesistente castello ancora un'ottima posizione dalla quale si potesse difendere il borgo e mantenere un occhio sul golfo antistante.
Il castello ha una forma allungata, parallela alla costa, leggermente incurvata verso nord est, ove sorge un torrione rotondo dal quale si dipartivano le mura della città.
Fonti storiche, non suffragate però da documenti scritti, sostengono che dal castello partivano due gallerie sotterranee, una che sbucava sulla spiaggia della Pietra e l'altra che addirittura passava sotto l'intero paese e usciva nei pressi della chiesa dell'Annunziata.

## Le mura

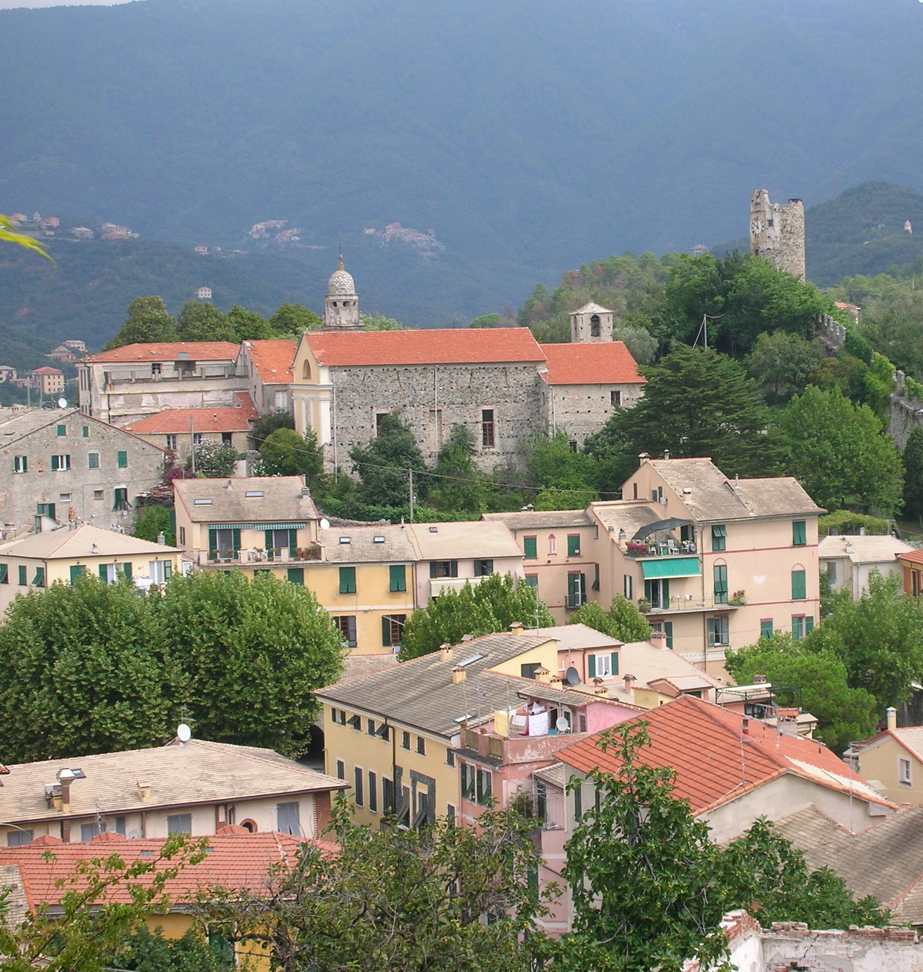
La torre dell'orologio dietro l'oratorio di San Giacomo. Sotto, il borgo e fra i due gruppi di case, dove sono gli alberi, la zona ove sorgeva il porto.

Di qui la cinta, che misurava complessivamente circa 500 m, andava per un breve tratto ad oriente e proseguivano per quello che è il lungo tratto tutt'oggi esistente. Andando giù per il declivio, in direzione nord ovest per svoltare dopo poco nettamente verso nord con un percorso leggermente arcuato, convesso a ponente, verso l'interno del tracciato. Passando quindi dietro l'abside della chiesa parrocchiale di Sant'Andrea e dietro piazza Massola le mura raggiungono quella che anticamente era la foce del torrente Cantarana sulle sponde del quale si possono ancora notare le torri della porta detta del Fossato o dell'Acqua.
Dopo un incurvamento in direzione ovest, in corrispondenza della porta, le mura risalivano (e risalgono tuttora) il colle della costa, dietro la chiesa di Santa Maria della costa ed oratorio di San Giacomo e culminavano, nel loro punto più alto, nella torre dell'orologio, ancora esistente, di pianta rotonda. Dalla torre le mura ridiscendevano fino al principio di via Guani ove si trovava la porta di San Cristoforo e di lì proseguivano fino al litorale che allora correva lungo le attuali via Dante e poco a sud di via Garibaldi. La cinta si concludeva in piazza del Popolo dove sorgeva la porta della Marina.
Già nel secolo successivo al termine settentrionale dell'attuale via Garibaldi era l'arco che ricorda l'antica porta del borgo nuovo, detta dello stagno; la battigia era avanzata di molti metri fino alle attuali via Jacopo e via Rimembranza ed il porto risultava insabbiato.
Nel 1550 un lascito testamentario destinò fondi per l'ammodernamento della cinta esistente e la difesa del borgo nuovo con la fortificazione dello stagno largo, che si trovava a nord del rettifilo di via Garibaldi.
Nonostante il tracciato sia ancora oggi per la maggior parte conservato, tuttavia alcune parti sono state oggetto di demolizioni durante il Novecento, per cui preziosissime sono le planimetrie del Borgo del cartografo levantese Matteo Vinzoni, realizzate nel corso del XVIII secolo, quando le mura erano ancora perfettamente conservate.

## Galleria d'immagini

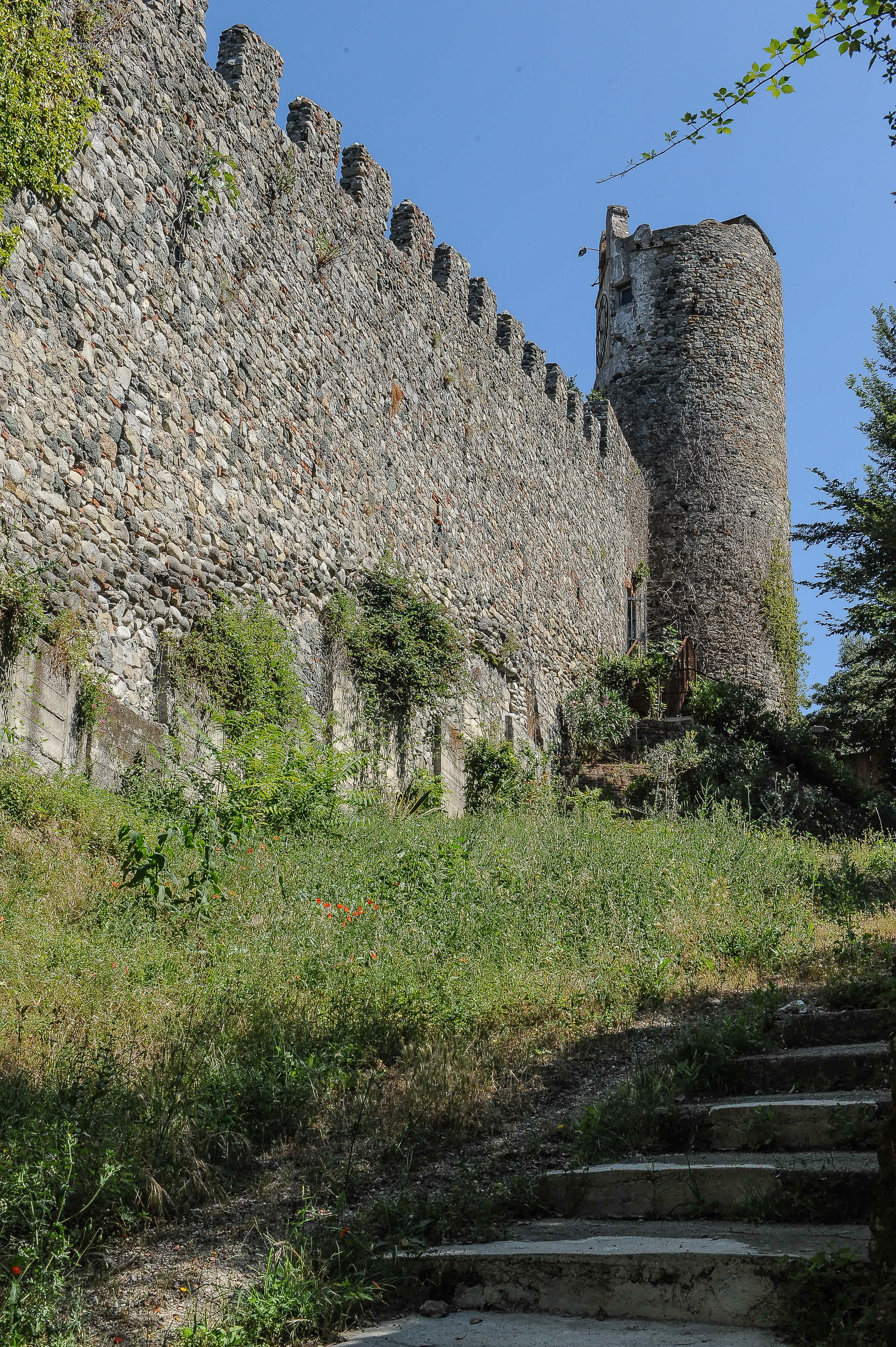
Un tratto delle mura che salgono alla torre dell'orologio
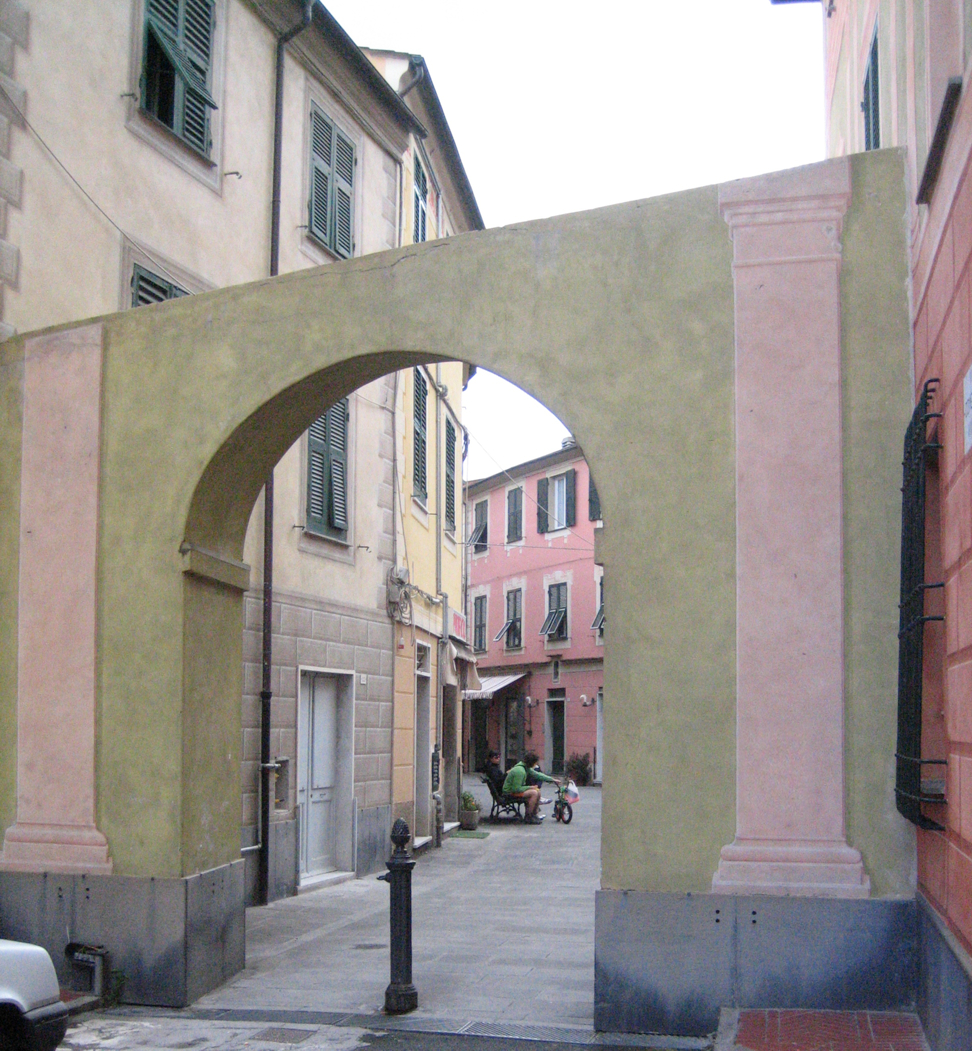
La porta dello stagno, al principio dell'antico borgo nuovo, ora via Garibaldi.